# M94 (galaxie)
Pour les articles homonymes, voir M94.
M94 (NGC 4736) est une galaxie spirale située dans la constellation des Chiens de chasse. Sa vitesse par rapport au fond diffus cosmologique est de 530 ± 16 km/s, ce qui correspond à une distance de Hubble de 8,82 ± 0,59 Mpc (∼28,8 millions d'al). NGC 4736 a été découverte l'astronome français Pierre Méchain en 1781. Apprenant la découverte de son ami, Charles Messier a déterminé sa position et l'a incluse dans son catalogue deux jours plus tard .
NGC 4736 a été utilisée par Gérard de Vaucouleurs comme une galaxie de type morphologique (R)SAB(rs)ab dans son atlas des galaxies,.
La classe de luminosité de M94 est I-II et elle présente une large raie HI. C'est une galaxie active de type Seyfert 2. De plus, c'est une galaxie LINER, c'est-à-dire une galaxie dont le noyau présente un spectre d'émission caractérisé par de larges raies d'atomes faiblement ionisés.
La luminosité de la galaxie M94 dans l'infrarouge lointain (de 40 à 400 µm)  est égale à 3,89 × 109 {\displaystyle L_{\odot }} (109,59{\displaystyle L_{\odot }}) et sa luminosité totale dans l'infrarouge (de 8 à 1 000 µm) est de 5,37 × 109 {\displaystyle L_{\odot }} (109,73{\displaystyle L_{\odot }}).

## Distance de M94
À ce jour, 21 mesures non basées sur le décalage vers le rouge (redshift) donnent une distance de 5,132 ± 0,721 Mpc (∼16,7 millions d'al), ce qui est à l'intérieur des valeurs de la distance de Hubble.
Cette galaxie, comme plusieurs de l'amas de la Vierge, est relativement rapprochée du Groupe local et on obtient souvent une distance de Hubble très différente en raison de leur mouvement propre dans le groupe où dans l'amas où elles sont situées. La distance de 5,1 Mpc est sans aucun doute plus près de la réalité. Selon ces deux mesures, M94 se dirige vers le centre de l'amas en direction opposée à la Voie lactée. Notons que c'est avec la valeur moyenne des mesures indépendantes, lorsqu'elles existent, que la base de données NASA/IPAC calcule le diamètre d'une galaxie.

## Un disque entourant le noyau
Grâce aux observations du télescope spatial Hubble, on a détecté un disque de formation d'étoiles autour du noyau de M94 (NGC 4736). La taille de son demi-grand axe est égale à 1260 pc (~4100 années-lumière).

## Disque externe de M94
Une étude publiée en 2009 a révélé que l'anneau stellaire externe n'est pas fermé comme on le croyait auparavant. Les observations dans les domaines de l'infrarouge moyen et de l'ultraviolet révèlent qu'il s'agit d'une structure complexe des bras spiraux. Cette étude révèle également que le disque renferme 23 % de la masse de la galaxie et qu'il contribue à 10 % de la naissance des étoiles dans NGC 4736, soit un taux de formation d'étoiles deux fois plus grand que dans le disque principal.

## Trou noir supermassif
Selon une étude publiée en 2009 et basée sur la vitesse interne de la galaxie mesurée par le télescope spatial Hubble, la masse du trou noir supermassif au centre de NGC 4736 serait comprise entre 3,3 millions et 14 millions de {\displaystyle M_{\odot }}.

## Groupe de M106 et de M101
Selon A.M. Garcia, la galaxie NGC 4736 fait partie d'un groupe de galaxies qui compte au moins 24 membres, le groupe de M106 (désigné comme NGC 4258 dans l'article de A.M. Garcia). Les autres membres du New General Catalogue de ce groupe sont NGC 4144, NGC 4242, NGC 4248, NGC 4258, NGC 4449, NGC 4460, NGC 4485, NGC 4490, NGC 4618 et NGC 4625. La galaxie IC 3687 ainsi que 12 galaxies du Uppsala General Catalogue (UGC) complètent le groupe.
D'autre part, dans un article publié en 1998, Abraham Mahtessian indique que NGC 4736 fait partie d'un groupe plus vaste qui compte plus de 80 galaxies, le groupe de M101. Plusieurs galaxies de la liste de Mahtessian se retrouvent également dans d'autres groupes décrits par A.M. Garcia, soit le groupe de NGC 3631, le groupe de NGC 3898, le groupe de M109 (NGC 3992), le groupe de NGC 4051, le groupe de M106 (NGC 4258) et le groupe de NGC 5457.
Plusieurs galaxies des six groupes de Garcia ne figurent pas dans la liste du groupe de M101 de Mahtessian. Il y a plus de 120 galaxies différentes dans les listes des deux auteurs. Puisque la frontière entre un amas galactique et un groupe de galaxie n'est pas clairement définie (on parle de 100 galaxies et moins pour un groupe), on pourrait qualifier le groupe de M101 d'amas galactique contenant plusieurs groupes de galaxies.
Les groupes de M101 et de M106 dont partie de l'amas de la Grande Ourse, l'un des amas galactiques du superamas de la Vierge.

## Galerie

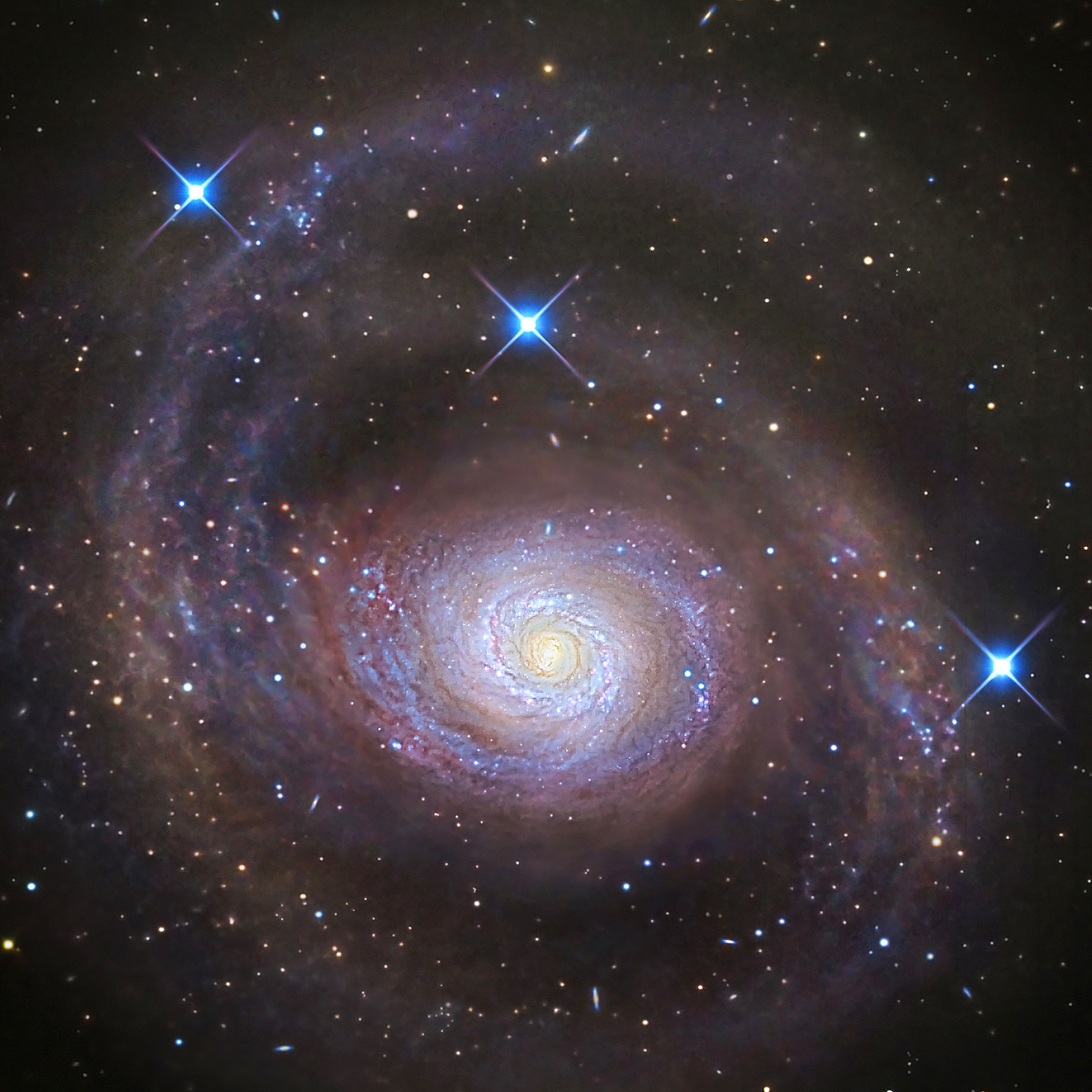
M94 par R Jay Gabany.
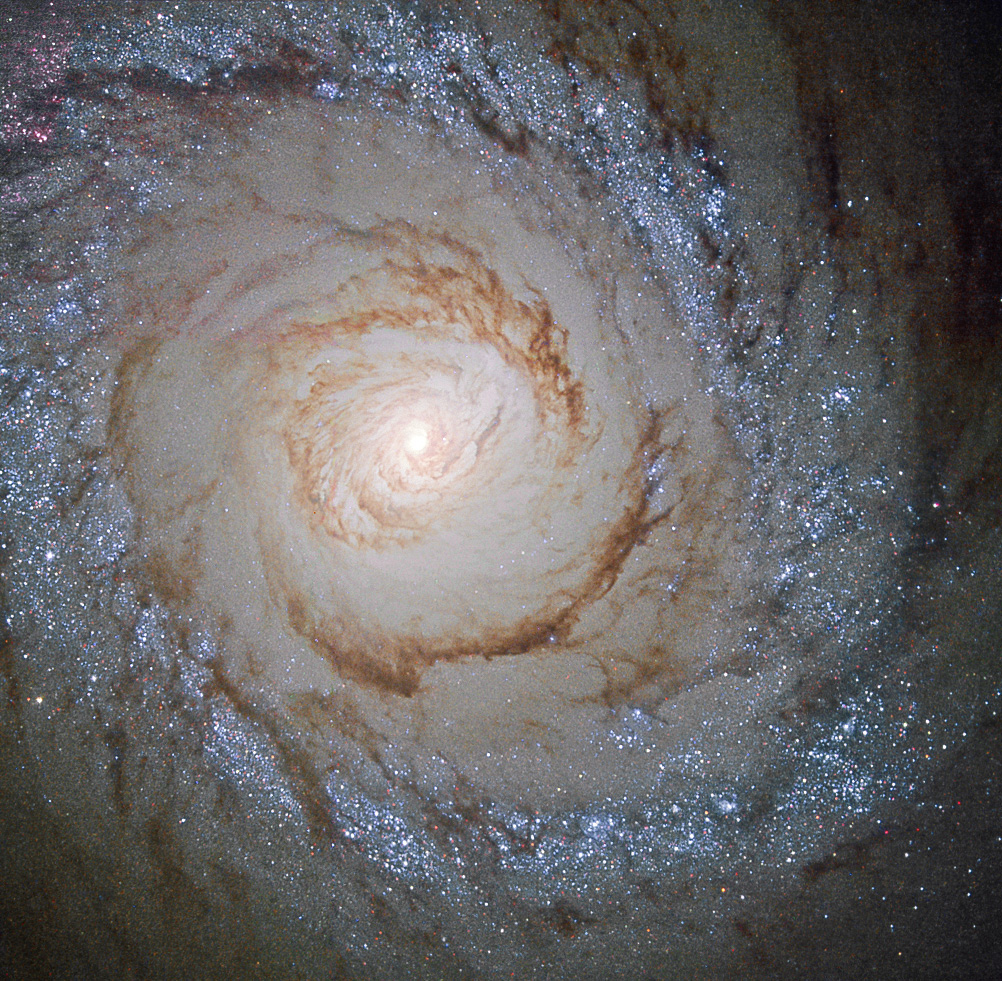
M94 par le télescope spatial Hubble.
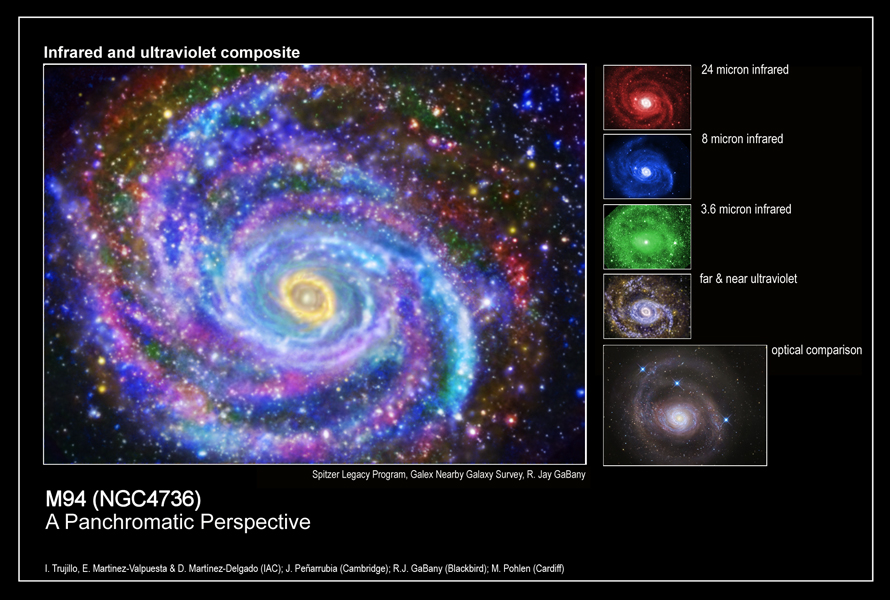
M94 dans divers domaines du spectre électromagnétique.
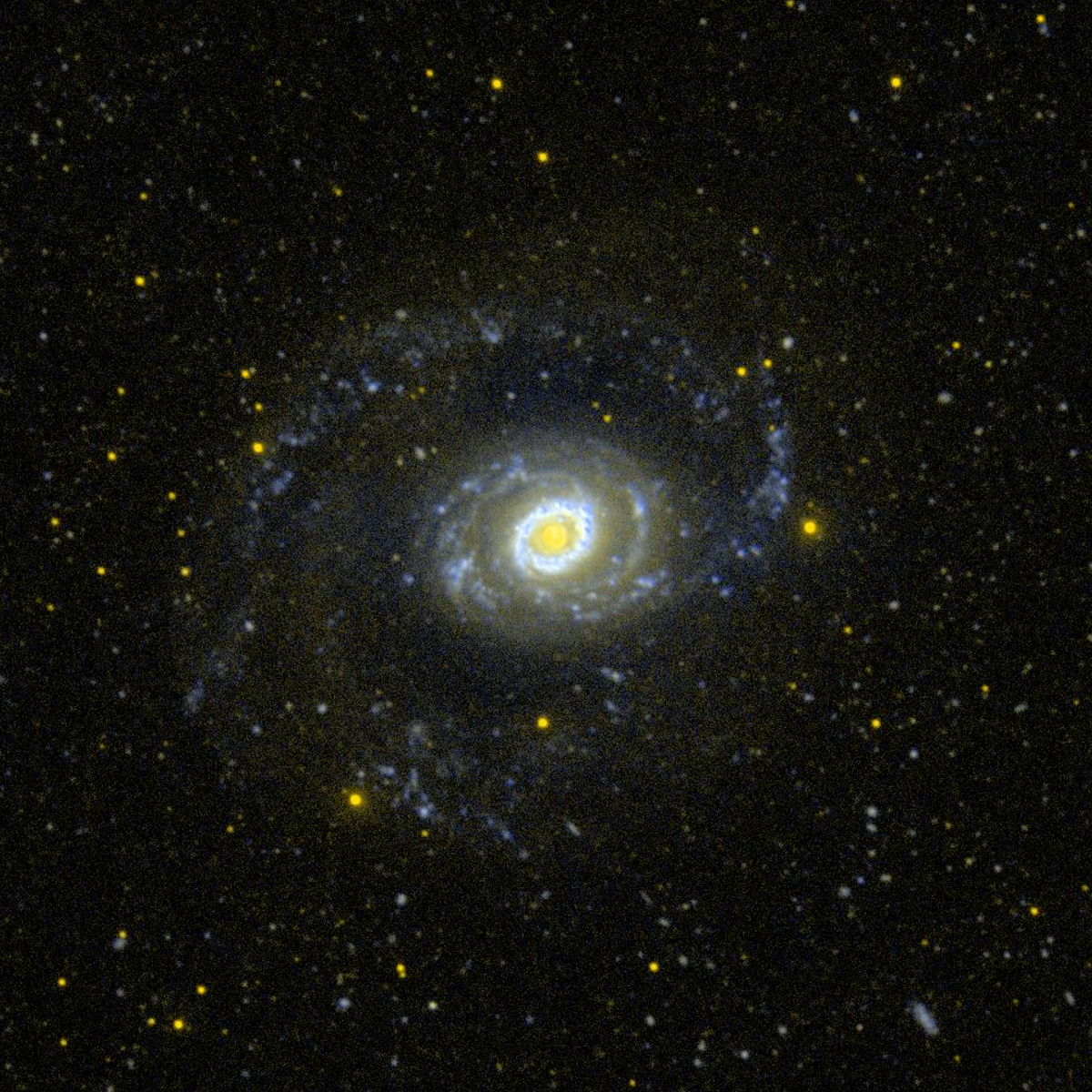
M94 en ultraviolet (GALEX).
M94 en infrarouge (Spitzer).